# Kinner Airster
Le Kinner Airster est un biplan monomoteur mono ou biplace américain conçu par Bert Kinner et construit par Kinner Airplane & Motor Corporation.

## Développement

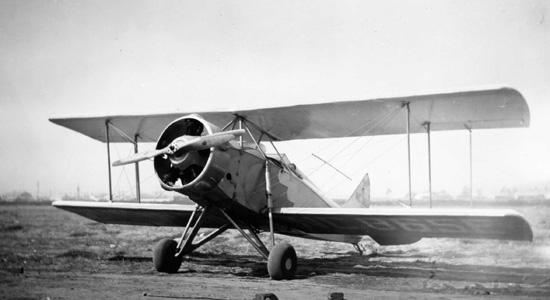
Un Crown B-3 modifié

Le Airster apparu dans les années 1920. Le premier Airster monoplace était propulsé par un moteur en étoile Lawrance L-4  de 60 chevaux. Lorsque le prototype s'écrasa lors d'un vol d'essai, il fut reconstruit comme un biplace avec un cockpit plus large. Un Airster nommé The Canary fut acheté par Amelia Earhart, alors qu'elle apprenait à piloter. Les avions suivants avaient des fuselages en contreplaqué et était propulsés par différents moteurs de 60 hp (45 kW).
En 1927, l'entreprise produisit une variante triplace propulsée par un moteur Kinner K-2, mais la production du Airster s’arrêta la même année. Les droits de l'avions furent vendus à Crown Carriage Works en 1929, qui produisit une version désignée Crown B-3.